# Conjunto Residencial do Morumbi
O Conjunto Residencial do Morumbi ou Residencial Morumbi é um bairro da zona oeste da cidade de São Paulo, Brasil. Forma parte do distrito da cidade conhecido como Vila Sônia. Administrada pela Subprefeitura do Butantã.
As ruas que compões o bairro são: Av.General Ênio Pimentel da Silveira, Rua Alice Gonsalves, Rua Antônio Carlos Salles Filho, Rua Jornalista Victor Paladino, Rua Octávio Vidal de Azevedo, Rua Paulo Brebal do Valle Júnior, Rua Tadashi Sakurai e Rua Wilson Moreira da Costa.
A área fica ao lado da Rodovia Régis Bittencourt e do Cemitério da Paz, o primeiro a seguir o padrão de cemitério-jardim no Brasil. Foi inaugurado em 1965.
Nela localiza-se a Sociedade Civil dos Amigos do Residencial Morumbi.